# L'information veut être libre

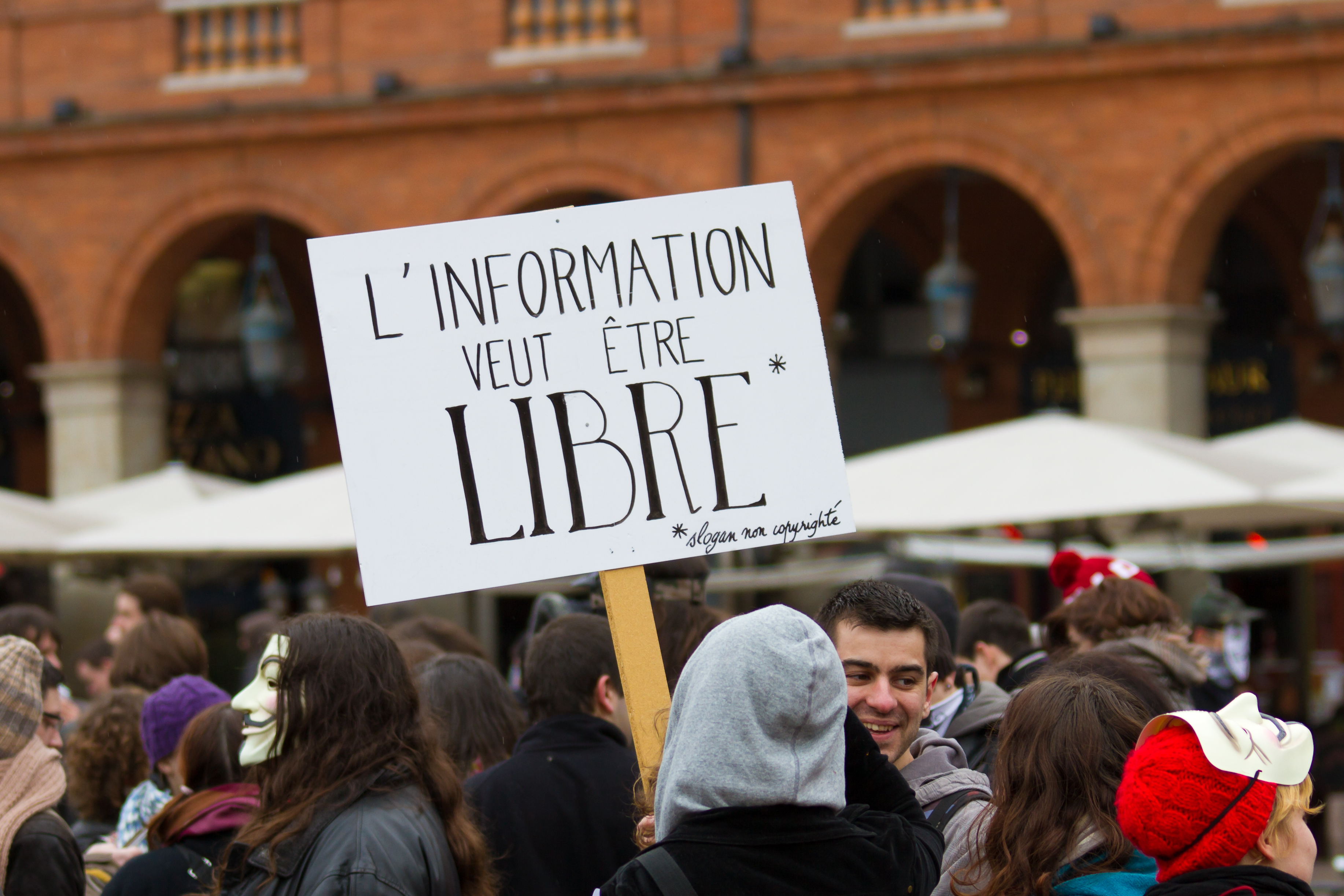
Manifestant anti ACTA, sur sa pancarte le slogan hacktiviste « L'information veut être libre ».

« L'information veut être libre » (traduction de l'anglais « Information wants to be free ») est une expression qui fait partie de l'histoire du mouvement pour le contenu libre de l'informatique, depuis que Stewart Brand l'a prononcée en 1984.

## Histoire

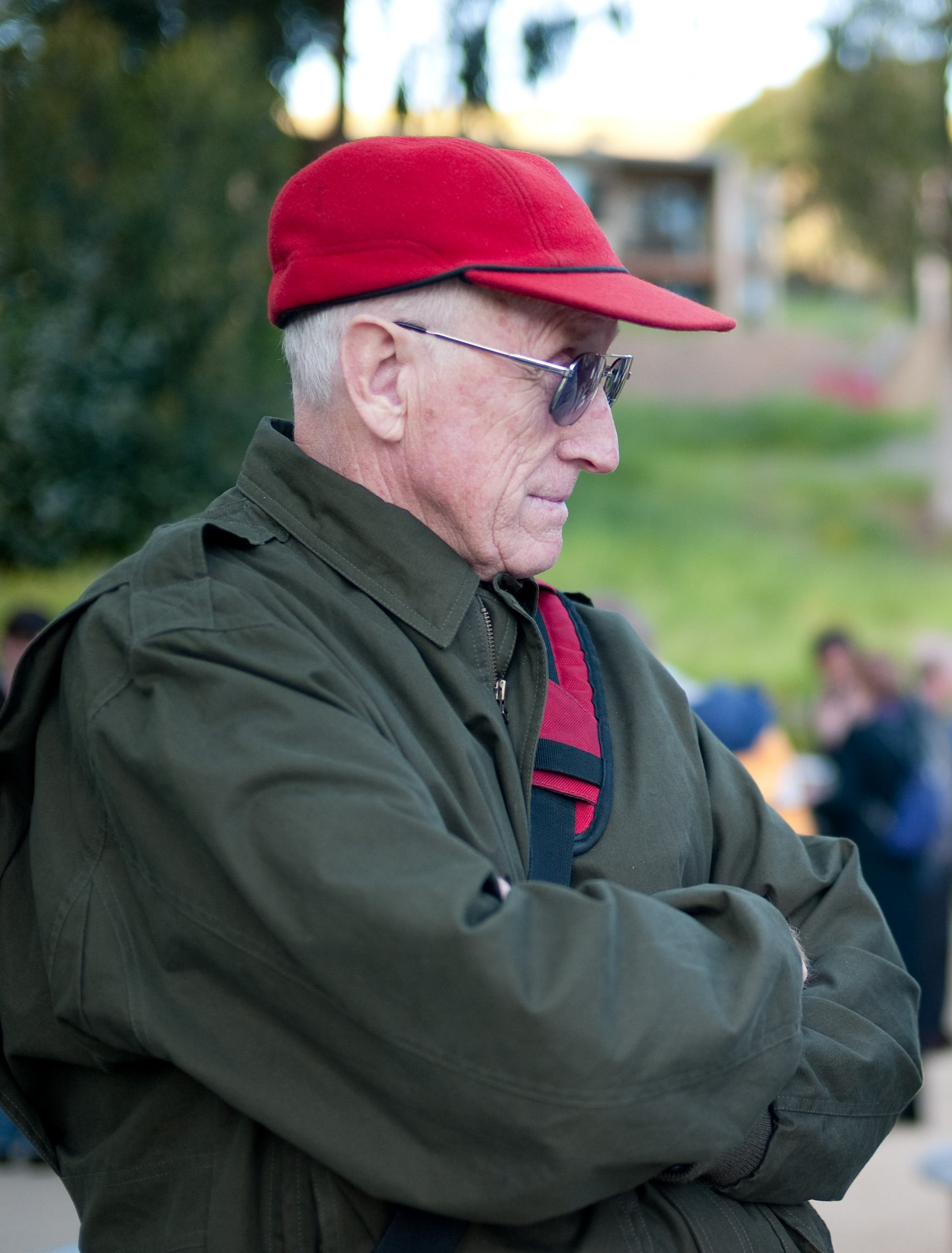
Stewart Brand

C'est Stewart Brand qui prononça pour la première fois cette phrase, lors de la première Conférence des hackers de 1984 :
« D'un côté, l'information veut être chère, car elle est très précieuse. L'information adéquate dans le lieu approprié change simplement votre vie. D'un autre côté, l'information veut être libre, parce que le coût de son accessibilité est de moins en moins important avec le temps. Ainsi, on a ces deux conceptions qui s'opposent l'une à l'autre ».
Les commentaires de Brand pendant la conférence furent retranscrits dans la Whole Earth Review (mai 1985) et une version ultérieure apparait dans The Media Lab : Inventing the Future at MIT : 
« L'information veut être libre. L'information veut aussi être chère. [...] Cette tension ne disparaitra pas ».
Les nombreuses formes de la déclaration originale sont ambigües car la langue anglaise utilise le même mot pour signifier "libre" et "gratuit". Le slogan peut s'utiliser pour défendre autant les bénéfices de l'information privatisée que ceux de l'information libérée/libre/ouverte, ou même les deux.
En 1990, Richard Stallman ajouta une nuance normative au slogan de Brand : « Je crois que toute l'information d'utilité générale devrait être libre. Par "libre", je ne me réfère pas à son prix, mais bien plus à la liberté de copier l'information et de l'adapter aux nécessités propres à chacun »
La prosopopée qui fait de l'information un être doué de volonté a été exploitée pour combattre le slogan, mais surtout c'est l'équivoque de la langue originale qui est devenue l'enjeu de diverses arguties. L'usage français accepterait difficilement de dire que l'information peut coûter cher tout en étant "libre" ou qu'il suffit qu'elle soit gratuite.
"L'information d'utilité générale devrait être libre" est une formule qui restreint l'objet du slogan : c'est l'idée selon laquelle l'accès à l'information et à la connaissance ne devrait pas nécessiter une lutte des classes pour être obtenues, que cet accès est un droit humain basique, et que, selon l'amélioration de la technologie, toute l'humanité devrait pouvoir participer à ses dons et services.